# Djurgården
Djurgården est une île et un quartier de l'est de Stockholm en Suède.

## Présentation
L'île compte environ 800 habitants et a une superficie de 279 hectares pour 10 200 mètres de rives.
De nombreuses villas, ambassades ou institutions y ont pris leurs quartiers.
C'est un endroit apprécié des touristes, qui, outre un grand parc, regroupe de nombreuses attractions touristiques telles que des musées, un zoo et un parc d'attractions. 
Il accueille chaque année plus de 10 millions de visiteurs.

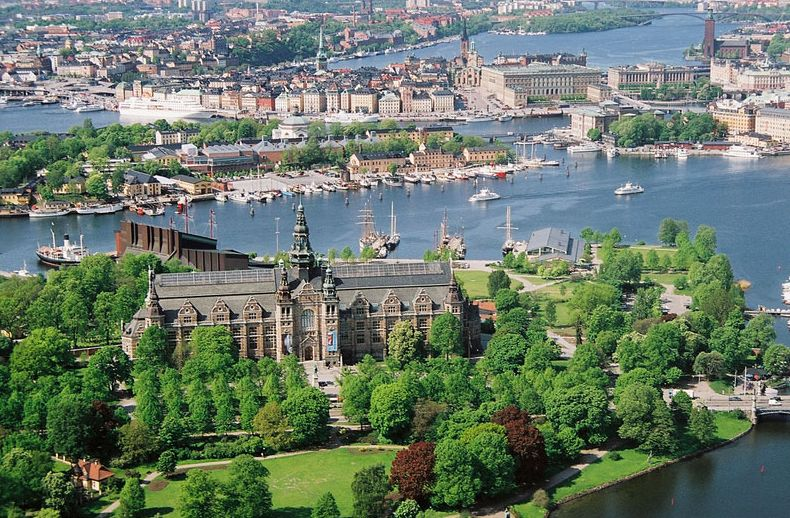
L'île Djurgården au centre de Stockholm vue depuis la tour Kaknästornet, c'est-à-dire depuis le nord-est. Au premier plan se trouve le musée nordique avec le musée Vasa derrière.

L'île est desservie par le traversier de Djurgården.

## Lieux à visiter
- Skansen, un musée en plein air et un zoo ;
- Le musée Vasa, consacré au bateau Vasa qui sombra dans le port de Stockholm le jour de sa mise à l'eau[1] ;
- Le Musée nordique, un musée consacré aux traditions et à la culture suédoises[2] ;
- Le Vrak Museum, un musée consacré aux épaves[3] ;
- Le canal de Djurgårdsbrunn et le Djurgårdsbrunnsbron
- Gröna Lund, un parc d'attractions[4] ;
- La galerie Thiel, un musée d'art[5] ;
- Le musée ABBA, un musée consacré au célèbre groupe suédois[6] ;
- Le Viking Museum, musée consacré aux Vikings[7] ;
- Le Musée du snus et des allumettes[8] ;
- La Villa Lusthusporten ;
- Blockhusudden, la pointe Sud-Est de Djurgården ;
- Le bateau-phare Finngrundet.

- Le Frisens park au sud de Djurgården

## Bâtiments
| Image   | Nom                       | Const.     | Architecte                          | Constructeur                    | Propriétaire/usage                            |
| ------- | ------------------------- | ---------- | ----------------------------------- | ------------------------------- | --------------------------------------------- |
| vänster | Alnäs                     | 1787, 1905 | Torben Grut                         | Carl Gottfried Küsel            | Résidence privée                              |
|         | Abbamuseet                | 2013       | Johan Celsing                       | Parks & Resorts Scandinavia     | Swedish Music Hall of Fame                    |
|         | Auberge française         | 1808       |                                     | Jean Baptiste Le Maire          | Résidence privée                              |
|         | Bergabo                   | 1906       | Ferdinand Boberg                    | Oscar von Heidenstam            | Résidence privée                              |
|         | Bergsgården               | 1906       | Ferdinand Boberg                    | Anna Ström                      | Académie suédoise                             |
|         | Bergsjölund               | 1770       | ?                                   | Isac Kierman                    | Résidence privée                              |
|         | Biologiska museet         | 1893       | Agi Lindegren                       | Gustaf Kolthoff                 | Stiftelsen Skansen                            |
|         | Byströms villa            | 1905       | Ferdinand Boberg                    | Prins Carl                      | Ambassade d'Espagne (sv)                      |
|         | Djurgårdens besökscentrum | 2013       | Ettelva Arkitekter                  | Kungliga Djurgårdsförvaltningen | Informationspaviljong                         |
|         | Djurgårdsstationen        | 1906       | Ferdinand Boberg                    | Stockholms elektricitetsverk    | Skansen                                       |
|         | Drottningens paviljong    | 1818       | Fredrik August Lidströmer           | État suédois                    | Résidence privée                              |
|         | Eolslund                  | 1867       | ?                                   | A.E. Sjöberg                    | Résidence privée                              |
|         | Ekarne                    | 1907       | Ragnar Östberg                      | Torsten Laurin                  | Ambassade du Danemark (sv)                    |
| vänster | Ekudden                   | 1900       | Gustaf Wickman                      | Jean Bolinder                   | Verner Åmell                                  |
|         | Fjeldstuen                | 1835       | Fredrik Blom                        | Frederik Due                    | Résidence privée                              |
|         | Fridhem                   | 1830-1862  | Fredrik Blom                        | S.F. Säwe                       | Résidence privée                              |
|         | Godthem                   | 1874       | ?                                   | Carl Johan Uddman               | Restaurant Villa Godthem                      |
|         | Gröndal                   | 1820       | ?                                   | Johan Ulrich                    | Résidence privée                              |
|         | Johansdal                 | 1881       | ?                                   | Johan Bäckström                 | Résidence privée                              |
|         | Jägarbacken               | 1906       | Gustaf Améen                        | Gösta Huselius                  | Résidence privée                              |
|         | Jägarhyddan               | 1897       | Fredrik Lilljekvist                 | Konungens jaktklubb             | Bo Andrén                                     |
|         | Kvikkjokk                 | 1860       | Theodor Anckarsvärd                 | Per Henrik Malmsten             | Résidence privée                              |
|         | Listonhill                | 1790       | Fredrik Magnus Piper                | Robert Liston                   | Résidence privée                              |
|         | Lusthusporten             | 1900       | Carl Möller                         | Hjalmar Wicander                | Nordiska museet                               |
|         | Mariehill                 | 1904       | Isak Gustaf Clason                  | Richard Åkerman                 | Coopérative d'habitation                      |
|         | Mullberget                | 1909       | Ragnar Östberg                      | Yngve Larsson                   | Rune Barnéus                                  |
|         | Nedre Manilla             | 1909       | Ragnar Östberg                      | Karl-Otto Bonnier               | Carl-Johan Bonnier                            |
|         | Nordiska museet           | 1907       | Isak Gustaf Clason                  | Artur Hazelius                  | Stiftelsen Nordiska museet                    |
|         | Novilla                   | 1833       | Fredrik Blom                        | ?                               | Skansen                                       |
|         | Oakhill                   | 1910       | Ferdinand Boberg                    | Prins Wilhelm                   | Ambassade d'Italie (sv)                       |
|         | Parkudden                 | 1899       | Ferdinand Boberg                    | Prins Carl                      | États de la Cour royale                       |
|         | Pontinska villan          | 1736, 1897 | Inconnu                             | Inspecteur du zoo Stenberg      | -                                             |
|         | Rosendals slott           | 1827       | Fredrik Blom                        | Karl XIV Johan                  |                                               |
|         | Rosenhill                 | 1892       | ?                                   | Gustav von Hofsten              | Incendiée en 2008, , reconstruite en 2010     |
|         | Sirishov                  | 1873       | Ernst Jacobsson                     | A O Wallenberg                  | Sofie Gyllang                                 |
|         | Solbacken                 | 1930       | Ragnar Hjorth                       | Gunnar Rooth                    | Prins Carl Philip                             |
|         | Solhem                    | 1874       | Ernst Jacobsson                     | Lorentz Dietrichson             | Résidence privée                              |
|         | Sunnanlid                 | 1905       | Torben Grut                         | Torben Grut                     | Jonas Bonnier                                 |
|         | Villa Thiel               | 1905       | Ferdinand Boberg                    | Ernest Thiel                    | Thielska galleriet                            |
|         | Täcka udden               | 1866       | Bröderna Kumlien                    | Fredrik Cederlund               | Investor                                      |
|         | Waldemarsudde             | 1905       | Ferdinand Boberg                    | Eugène de Suède                 | Nationalmuseum med Prins Eugens Waldemarsudde |
|         | Weylandtska villan        | 1833, 1911 | Immanuel Nobel et Rudolf Arborelius | Reinhold Henrik Weylandt        |                                               |
|         | Vintra                    | 1903       | Ferdinand Boberg                    | Ferdinand & Anna Boberg         | Reconstruite en 1925                          |